# Hararit
Hararit (hébreu : הֲרָרִית : adjectif qui signifie montagneux) est un village communautaire situé en Galilée, dans le nord d'Israël. En 2021 il comptait 641 habitants[réf. nécessaire].

## Histoire

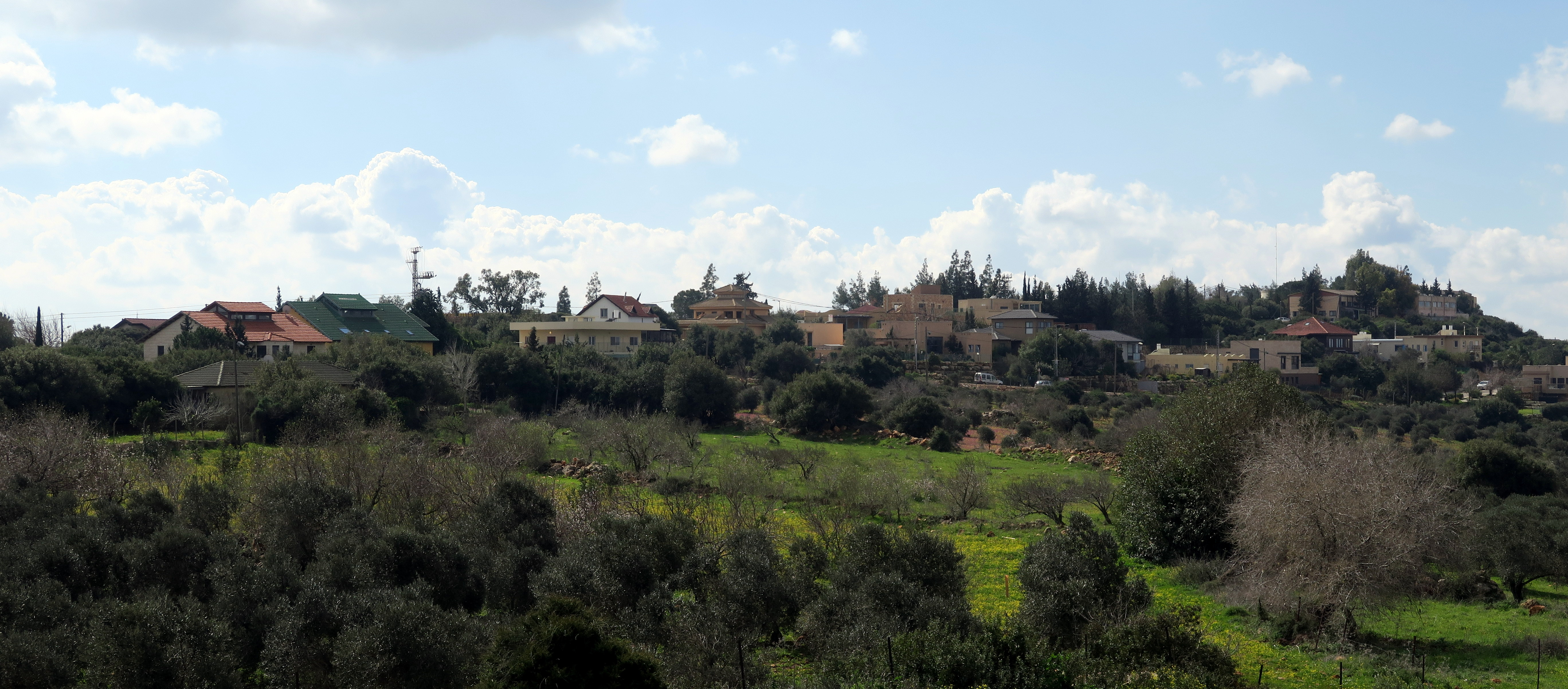
Hararit, Une vue du village

Hararit est situé sur la crête du mont Netofa en Basse Galilée. Le village a été créé en 1980 dans le cadre d'un projet parrainé par le gouvernement et lancé par Nissim Zvili, membre du parti travailliste. Cela faisait partie d'un plan visant à amener davantage de résidents juifs dans la région de Galilée. Initialement, le village devait être attribué à un groupe d'employés de Rafael, mais ces derniers l'ont refusé, car il était trop éloigné de leur lieu de travail. Finalement, c’est un groupe nommé Shahaf (La Mouette) qui s’y est installé. Ce groupe était constitué d’adeptes de la Méditation transcendantale. En 2000, seule la moitié de ce noyau originel était encore présent dans le village. En 2008, 95 familles vivaient à Hararit.
Les archéologues ont découvert trois anciennes citernes d'eau et les restes de terrasses agricoles à proximité de Hararit.